# Oliver (sång)
"Oliver" är en sång skriven av Philip Kruse och Anita Skorgan, och representerade Norge i Eurovision Song Contest 1979 där den sjöngs av Anita Skorgan.
Låten spelades även in på engelska ("Oliver"), tyska ("(Tanz mit mir) Oliver"), franska ("Il faut danser") och svenska ("Oliver").
Låten startade som nummer 16 ut den kvällen, efter Sveriges Ted Gärdestad med "Satellit" och före Storbritanniens Black Lace med "Mary Ann". I omröstningen fick låten 57 poäng, och slutade på elfte plats bland 19 tävlande bidrag.

## Listplaceringar
| Lista (1979) | Topplacering |
| ------------ | ------------ |
| Norge        | 6            |

### Fotnoter
1. ↑  ”Listplacering”. http://norwegiancharts.com/showitem.asp?interpret=Anita+Skorgan&titel=Oliver&cat=s. Läst 3 juli 2011.